# Josiane Lahlou
 (janvier 2014).
Si vous disposez d'ouvrages ou d'articles de référence ou si vous connaissez des sites web de qualité traitant du thème abordé ici, merci de compléter l'article en donnant les références utiles à sa vérifiabilité et en les liant à la section « Notes et références ».
Josiane (Jamila) Lahlou est une écrivaine française de romans historiques née le 14 septembre 1936 à Cherveux (Deux-Sèvres) et morte le 3 février 2021 à Poitiers.

## Biographie
Docteur en littérature française et comparée, Josiane Lahlou est née à Cherveux, dans le Poitou, en 1936. Elle enseigne pendant trente-cinq ans au Maroc en coopération et en mission principalement à Casablanca. Elle y épouse un médecin marocain. Poétesse et historienne, elle  écrit quelques textes publiés dans Al Bayane, Agora... et présente une pièce de théâtre jouée à Kénitra et Rabat. Elle s'investit dans la société d'Archéologie de Casablanca. Elle commence alors une carrière d'auteure avec des romans historiques.
Elle quitte le Maroc après l'assassinat de son mari en 1992. Elle échappe elle-même à la mort la même nuit et ne se remet pas facilement de cette tragédie mal expliquée.
Revenue en France, elle y publie Lettre à l'invisible qui est une autobiographie partielle dans laquelle elle raconte sa vie avec son mari et l'amour qui les a unis. Cet ouvrage paraît à Alger aux éditions Dalimen. Elle publie aussi Moi, Juba roi de Maurétanie chez Paris-Méditerranée en 1999, en France. En 2005 parut en Algérie Ptolémée de Maurétanie le dernier pharaon, livre écrit en collaboration avec Jean-Pierre Koffel. Cet ouvrage fut repris au Maroc par Senso Unico sous forme de beau livre.
D'autres livres furent publiés en Algérie par Dalimen
- Juba I
- Massinissa
- Dans l'ombre d'Al Mansour
- Les Zirides
- Abd al Rahman III Khalife de Cordoue

Au Maroc Les Éditions Marsam publièrent
- L'étendard écarlate des rois de l'Alhambra
- Le sang des Abencérages

Josiane Lahlou, lorsqu'elle résidait à Poitiers, avait donné à un éditeur régional, Le Pictavien, une étude sur la célèbre bataille de 732 ; celle-ci est intitulée Eudes d'Aquitaine, le vainqueur oublié de la bataille de Poitiers.
L'étendard écarlate des rois de l'Alhambra (E .Marsam de Rabat) et Le sang des Abencérages (E.Marsam) constituent une suite au Sceau de Grenade.
Josiane LAHLOU est décédée Le 03 février 2021 à Poitiers

## Œuvres
- Ptolémée de Maurétanie, le dernier pharaon, éditions Senso Unico Maroc
- Le luth brisé des Omayyades, roman historique publié à Rabat par les éditions Edino (1985)[3]
- Le Sceau de Grenade, publié à Casablanca par Afrique-Orient[4],[5](1997),  (ISBN 9981-25-058-9)
- Jugurtha ou le refus[6], paru le 9 décembre 2009 aux éditions Dalimen Alger[7],
- Moi, Juba II roi de Maurétanie paru en 1999 aux Éditions Paris Méditerranée[8]. France  (ISBN 2-84272-059-8) 171 pages